# Негрея
Негрея (рум. Negreia) — село у повіті Марамуреш в Румунії. Входить до складу комуни Шишешть.
Село розташоване на відстані 399 км на північний захід від Бухареста, 12 км на схід від Бая-Маре, 96 км на північ від Клуж-Напоки.

## Населення
За даними перепису населення 2002 року у селі проживали 519 осіб, усі — румуни. Усі жителі села рідною мовою назвали румунську.